# Quercus palmeri
Espèce
Quercus palmeri est une espèce d'arbres de la famille des Fagaceae. Cette espèce est native en Californie, en Basse-Californie, et en Arizona à l'est du Mogollon Rim, où elle pousse dans les canyons, sur les pentes montagneuses, dans les arroyos, et d'autres types d'habitats arides. 